# Catullia subtestacea
Catullia subtestacea är en insektsart som beskrevs av Stsl 1870. Catullia subtestacea ingår i släktet Catullia och familjen Tropiduchidae. Inga underarter finns listade i Catalogue of Life.